# Effet Pigou
L'effet Pigou (ou effet d'encaisses réelles) est un phénomène économique théorisé par Arthur Cecil Pigou. Il décrit l'effet par lequel, lors d'une baisse générale des prix, les encaisses (c'est-à-dire l'épargne placée) ne sont pas affectées.

## Contexte
La Théorie générale de Keynes exprime un pessimisme fort. L'auteur montre en effet comment une économie capitaliste est condamnée, en l'absence de politique budgétaire, à un chômage durable dû à une insuffisance de la demande effective. Les années qui suivent la publication de l'ouvrage voient la création de l'école de la synthèse néoclassique, qui fait de la théorie de l'école classique un cas particulier du keynésianisme. Ces économistes de la synthèse théorisent un effet, qu'ils appellent effet Keynes, selon lequel l'augmentation du chômage, qui fait chuter l'offre de monnaie (car moins de salaires sont versés), aboutit à une augmentation de l'offre de monnaie réelle, ce qui fait baisser les taux d'intérêt et donc réduit le chômage.
Pigou, qui s'oppose aux théories de la synthèse néoclassique naissante, s'attaque à cet effet Keynes en mettant en évidence un mécanisme autorégulateur lié à la monnaie.

## Théorie
Pigou considère qu'une économie en récession suit le cheminement suivant : une augmentation du chômage réduit l'offre de monnaie et donc provoque une déflation. Or, cette déflation n'affecte pas l'épargne qui a été placée dans un compte bancaire (1€ mis à la banque lorsque le niveau des prix est de 100 continue de valoir 1€ lorsque le niveau des prix s'est effondré à 10). Ces valeurs réelles voient ainsi leur valeur augmenter, ce qui permet un regain de pouvoir d'achat, et donc une augmentation de la consommation et une baisse du chômage.
Cela peut être formulé ainsi : O > D ⇒ P− ⇒ (M/P)+ ⇒ D+ ⇒ P+, où D = C + I.
Cette théorie se fonde sur le postulat que la monnaie est une richesse. Dès lors, si la demande globale (C+I) est insuffisante, le niveau général des prix aura tendance à baisser, augmentant la valeur réelle des encaisses monétaires (car leur pouvoir d'achat augmente), alors les agents convertissent leur monnaie excédentaire en demande de biens ; donc les prix remonteront à l’équilibre, poussés par l’augmentation de la demande globale.
Ce mécanisme ne peut fonctionner que sur l'idée que l'augmentation de (M/P) accroît la richesse des agents, lesquels se sentant plus riches, consomment et investissent plus.

## Effet d'encaisses réelles négatif
L'effet d'encaisses réelles fonctionne aussi de manière inverse. L'inflation, qui est une augmentation générale du niveau des prix, réduit la valeur réelle des encaisses monétaires (M/P). En d'autres termes, le pouvoir d'achat de la monnaie baisse. Or, les agents économiques souhaitent garder le même niveau d'encaisses réelles (ou actifs monétaires détenus). Ils accroissent par conséquent leur épargne, réduisant la demande. Les prix vont donc également baisser jusqu'à l'équilibre.
Ainsi, soit un agent alloue 100 € à l'achat de 10 places de cinéma. La place de cinéma vaut 10 €. Si les prix augmentent, la place de cinéma passe à 11 €. Pour pouvoir consommer autant qu'auparavant (10 places de cinéma), l'agent va accroître son épargne, soit 110 €. Problème : si son revenu n'augmente pas, il devra diminuer sa consommation, ou sans doute réduire ses sorties au cinéma, ou réduire d'autres dépenses.
L'effet Pigou s'observe surtout en cas de faible inflation, au-delà d'un certain seuil l'effet de fuite devant la monnaie devient prédominant (les agents consomment le plus tôt possible afin de ne pas être pénalisés par l'inflation, d'où hausse de la demande, et donc de l'inflation).